# Yuri Watanabe
Yuriko "Yuri" Watanabe (Wraith) è un personaggio nei fumetti pubblicati dalla Marvel Comics, tipicamente nelle storie con protagonista il supereroe Spider-Man. È stata creata come sostituto di Jean DeWolff, un detective della polizia e membro di supporto di Spider-Man che è stato ucciso nel corso del 1980. Yuri è stata introdotta come un capitano del Dipartimento di Polizia di New York (NYPD) che occasionalmente lavorava al fianco di Spider-Man per combattere il crimine, anche se la sua disillusione con il sistema giudiziario alla fine la spinge a condurre una doppia vita come vigilante Wraith. Sfoggiando un costume a imitazione di Spider-Man e utilizzando una varietà di strumenti, alcuni dei quali presi da supercriminali, Wraith avrebbe dichiarato guerra ai criminali di New York e, anche se i suoi metodi sono a volte troppo brutali per i gusti di Spider-Man, i due hanno ripreso la loro vecchia collaborazione diverse volte.
Il personaggio è stato adattato dai fumetti in diverse altre forme di media, in particolare la serie di videogiochi Marvel's Spider-Man, dove è doppiata da Tara Platt.

## Storia editoriale
Yuri Watanabe è apparsa per la prima volta in The Amazing Spider-Man #600 (luglio 2009) ed è stata creata da Dan Slott e John Romita Jr. È apparsa per la prima volta come Wraith in The Amazing Spider-Man #663 (giugno 2011).

## Biografia del personaggio
Yuri Watanabe era un capitano del Dipartimento di Polizia di New York (NYPD) e un alleato e un forte sostenitrice di Spider-Man come la sua defunta amica e mentore Jean DeWolff. Tuttavia, si è dimostrata frustrata dal modo in cui il sistema giudiziario e la polizia non sono stati in grado di affrontare criminali potenti e ricchi che potevano sempre trovare un modo per sfuggire alla giustizia per i loro crimini.
Poco dopo, un nuovo vigilante, Wraith, inizia a prendere di mira il sindacato criminale di Mister Negativo. Durante uno di questi attacchi, Wraith si smascherò per rivelare il volto di DeWolff, anche se in seguito si rivelò essere una delle maschere del Camaleonte rubate dalle prove della polizia. In seguito si scoprì che Wraith è in realtà Yuri che finge di essere il fantasma di DeWolff per spaventare i criminali di New York, usando un costume a imitazione di Spider-Man per ottenere i risultati che cercava.
Wraith in seguito accompagna l'esperta forense Carlie Cooper in una visita a Grand Tauró, dove inseguono il finanziere della malavita Antoine Morant, alla ricerca di informazioni sul conto bancario segreto di Superior Spider-Man (la mente di Otto Octavius nel corpo di Spider-Man). Carlie e il Wraith raggiungono Morant che distrugge alcuni documenti per paura. Carlie recupera uno dei documenti, scoprendo che tutto l'equipaggiamento e la tecnologia di Superior Spider-Man per gli Arachnauti, così come l'ordine per gli Spiderling, vengono pagati usando un account segreto, mettendo Carlie un passo più vicino a trovare le prove necessarie per dimostrare la vera identità del nuovo Spider-Man.
Dopo che Carlie viene rapita dal Re dei Goblin originale, Yuri indaga su Octavius sperando di trovare dove si trovi Carlie. Affronta Octavius durante l'attacco della Nazione dei Goblin per avere informazioni su Carlie, ma viene messa fuori combattimento dalla trasformata Carlie. Poi aiuta i Vendicatori e il loro alleato Cardiac contro il Cavaliere dei Goblin con l'aiuto di Peter Parker che alla fine riconquista il suo posto come Spider-Man da Octavius.
La fiducia di Yuri nel sistema giudiziario viene definitivamente distrutta quando il boss del crimine Tombstone viene rilasciato dalla prigione dopo aver ucciso uno dei suoi amici durante una sparatoria con la polizia. Riceve prove fotografiche da Mister Negativo che il giudice Howell, che ha firmato il rilascio di Tombstone, ha ricevuto un favore in cambio e arresta il giudice senza contattare il NYPD dopo aver ottenuto ulteriori prove come Wraith con Spider-Man. Continua a ricevere consigli da Mister Negativo su dove si incontrano i grandi signori del crimine come Testa di Martello e il secondo Re dei Goblin in modo che lei e Spider-Man possano abbatterli.
Spider-Man nota che Yuri è più brutale nel suo approccio e crede che Mister Negativo la stia usando. Questo fu poi dimostrato giusto quando Mister Negativo iniziò a prendere il controllo dei territori dei suoi rivali incarcerati e cercò di incastrare il Wraith come un assassino. Quando Howell muore in prigione per una ferita da arma da taglio, il superiore di Yuri confisca il suo distintivo e lei viene licenziata. Dopo un combattimento con il Circo del Crimine, si rende conto di aver fatto il gioco di Mister Negativo e uccide uno dei suoi uomini, dichiarando che "Watanabe la poliziotta" non esiste più e che solo Wraith è rimasto. Quando tentò di uccidere Mister Negativo, Spider-Man cercò di convincerla a cambiare i suoi modi. Decide che uccidere i criminali piuttosto che arrestarli è più appagante e attacca il suo ex alleato, ma Spider-Man la mette fuori combattimento e continua a sconfiggere Mister Negativo stesso. Più tardi Spider-Man scopre che Yuri ha abbandonato il suo costume, ma ha mantenuto la sua maschera da Wraith.

## Poteri e abilità
Wraith utilizza principalmente la tecnologia ottenuta dalla polizia da vari avversari di Spider-Man, tra cui una maschera del volto di Jean DeWolff da Cameleonte per nascondere la sua vera identità, l'equipaggiamento progettato da Mysterio e il Fear Gas di Mister Fear. Le sue armi primarie sono cinghie elastiche gialle attaccate al suo costume che avvolgono i suoi nemici e le permettono di oscillare per la città in modo simile a Spider-Man.

## Accoglienza
- Nel 2021, Screen Rant ha incluso Wraith nella loro lista "Spider-Man: 10 migliori cattivi femminili".[11]

## Altri media

### Film
Una variante di Terra-65 di Yuri comparve in Spider-Man: Across the Spider-Verse doppiata da Atsuko Okatsuka come membro della task force di George Stacy per dare la caccia a Spider-Woman.

### Televisione
Yuri Watanabe appare in Spider-Man (2017), doppiata da Sumalee Montano. Questa versione è il capo della polizia del NYPD.

### Videogiochi
- Yuri Watanabe / Wraith appare come personaggio giocabile in Spider-Man Unlimited. [senza fonte]
- Yuri Watanabe appare in Marvel's Spider-Man,[13] doppiato da Tara Platt. Analogamente alla sua controparte dei fumetti, questa versione è un capitano del NYPD e alleato di lunga data di Spider-Man che lo aiuta a sventare vari crimini a New York. Inoltre, è un agente di polizia di terza generazione il cui padre è stato arrestato per aver preso tangenti da Hammerhead, facendo sì che Yuri dedichi tutta la sua carriera a far cadere il boss del crimine, passando da un distretto all'altro mentre la sua sete di vendetta aumentava. Nel DLC ''La città che non dorme mai'', è emotivamente compromessa dopo che il suo dipartimento e il tentativo di Spider-Man di catturare Testa di Martello provoca la morte di molti dei suoi ufficiali. Prendendo in mano la situazione dopo essere stata frustrata dalla mancanza di progressi di Spider-Man, parte per una violenta ricerca di vendetta contro il signore del crimine. Mentre cerca di fermarla, Spider-Man, con l'aiuto di Mary Jane Watson, scopre il passato di Yuri. Una volta raggiunto Testa di Martello, Yuri quasi gli spara e lo uccide prima che Spider-Man reindirizzi di poco il suo tiro. Nonostante sia stata messa in congedo amministrativo per le sue azioni, rifiuta di rinunciare alla sua vendetta e si nasconde. In seguito uccide uno dei migliori esecutori di Testa di Martello e usa le scene del crimine collegate a lui per condurre Spider-Man al corpo dell'esecutore, dove contatta il suo ex alleato per dirgli che ha lasciato la forza per diventare un vigilante, ragionando che il sistema giudiziario non funziona sempre.
- Yuri Watanabe / Wraith appare come boss in Marvel's Spider-Man 2. In una missione secondaria, Spider-Man la scopre essere divenuta Wraith e di aver iniziato a uccidere criminali mentre localizzava il leader del culto Cletus Kasady. Inoltre, brandisce un kusarigama invece di cinghie elastiche.